# Кабрас
Кабрас (італ. Cabras, сард. Crabas) — муніципалітет в Італії, у регіоні Сардинія,  провінція Ористано.
Кабрас розташований на відстані близько 400 км на південний захід від Рима, 95 км на північний захід від Кальярі, 6 км на північний захід від Ористано.
Населення — 9247 осіб (2014).
Щорічний фестиваль відбувається 24 травня. Покровитель — Пресвята Богородиця.

## Демографія
Населення за роками:

Станом на 1 січня 2023 року в муніципалітеті офіційно проживало 118 іноземців з 32 країн, серед них 62 громадяни країн Євросоюзу та 3 громадяни України.

## Сусідні муніципалітети
- Нуракі
- Ористано
- Ріола-Сардо